# Forster Stadteisenbahn
| Forster Stadteisenbahn   | Forster Stadteisenbahn |
| ------------------------ | ---------------------- |
| Streckenlänge:           | 24 km                  |
| Spurweite:               | 1000 und 1435 mm       |
| Minimaler Radius:        | 15 m                   |
| Streckengeschwindigkeit: | 8 km/h                 |
|                          |                        |

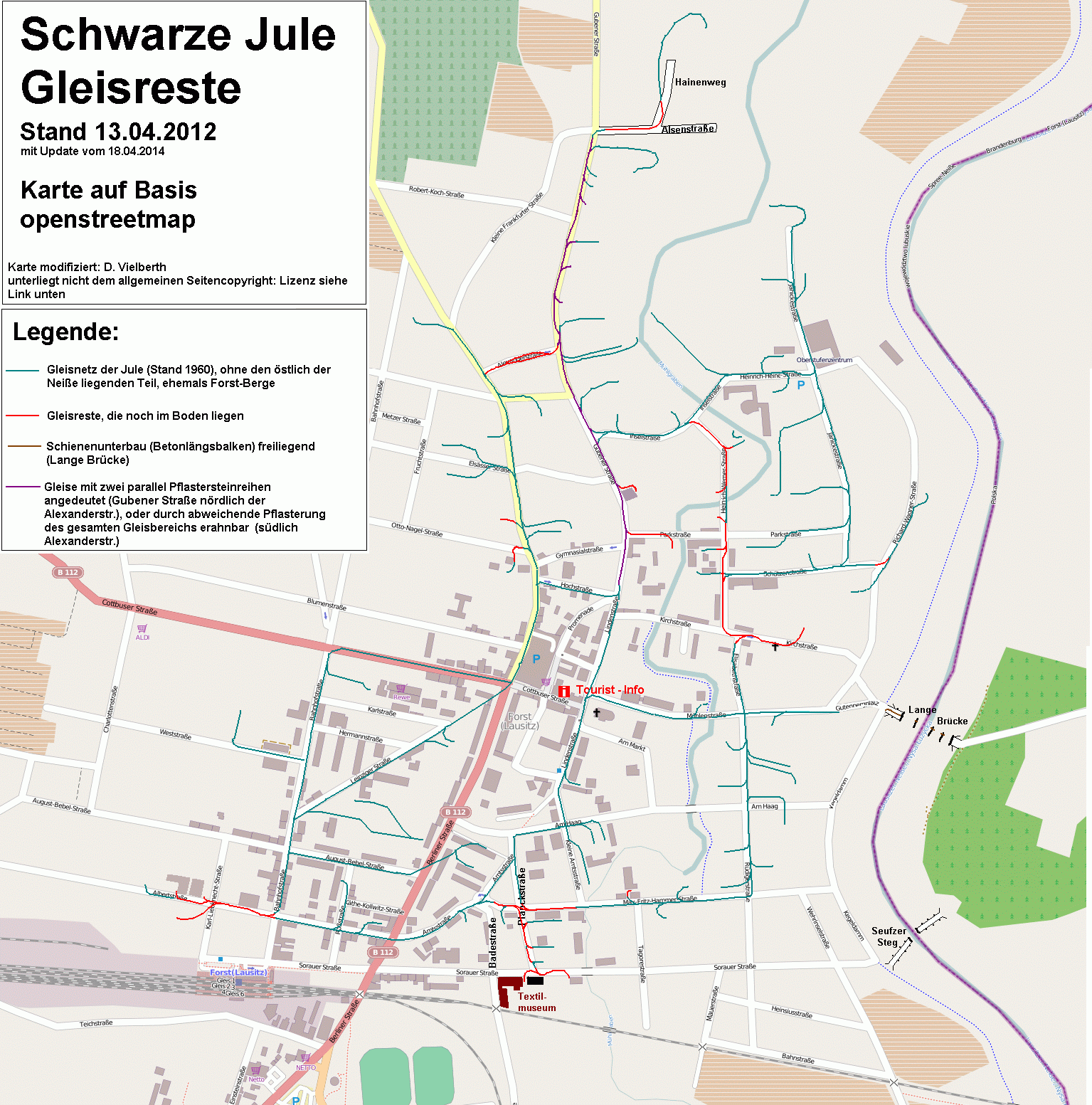
Map of Schwarze Jule Railway in Forst City in Saxony

Die Forster Stadteisenbahn, auch kurz Forster Stadtbahn genannt, war eine meterspurige Kleinbahn in der Stadt Forst (Lausitz), die als Industrieanschlussbahn zur Bedienung von Industriebetrieben diente. Sie war von 1893 bis 1965 in Betrieb. Im Volksmund wurde sie auch Jule oder Schwarze Jule genannt. 

## Geschichte

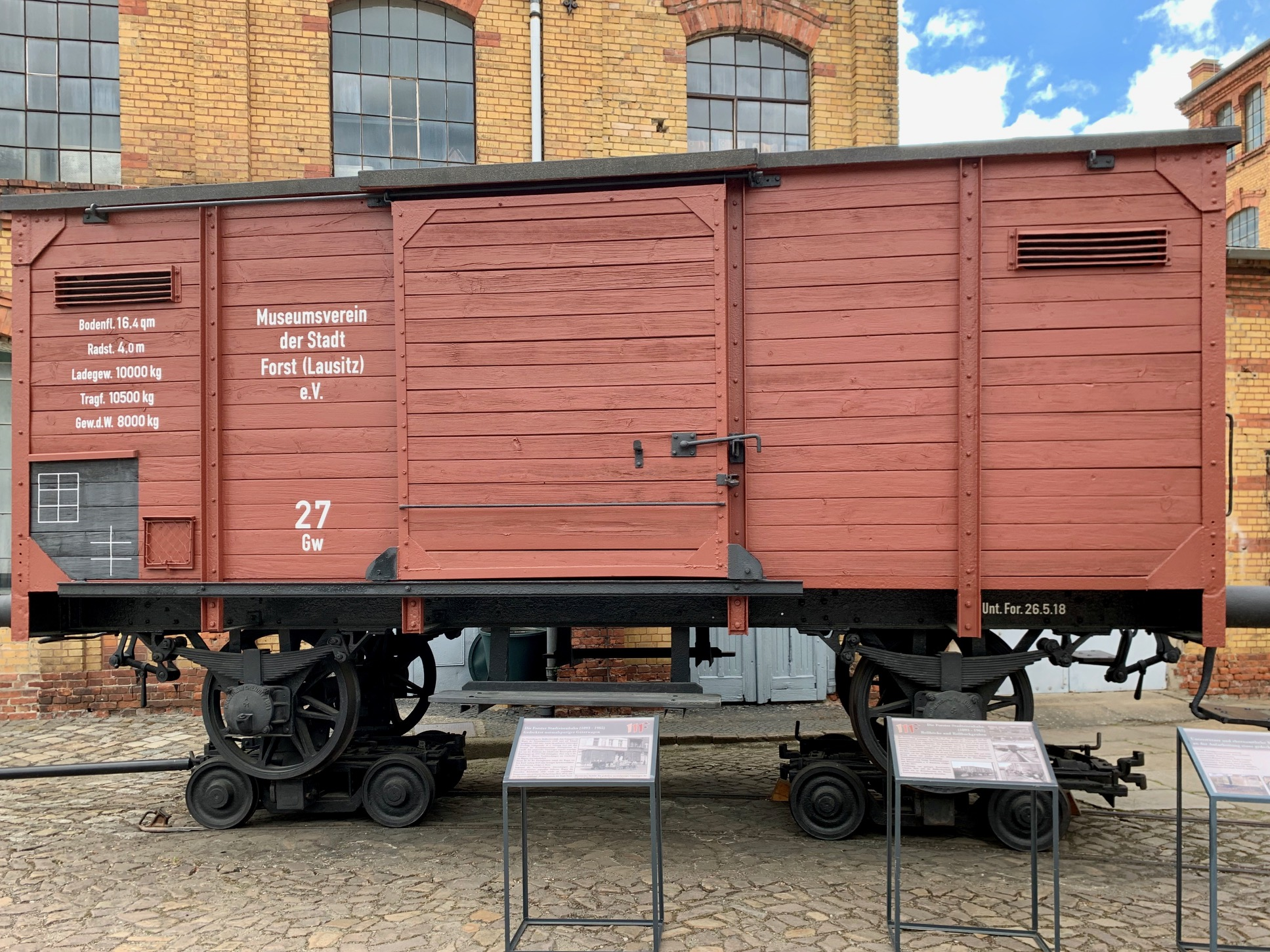
Aufgebockter Güterwagen im Forster Textilmuseum

Die Stadt Forst war im 19. Jahrhundert zu einem Zentrum der Textilindustrie geworden. Zahlreiche Tuchfabriken waren in der Stadt angesiedelt. Die Versorgung der Fabriken mit Rohstoffen, vor allem von Kohle, wurde zum Problem. Der Transport mit Pferdefuhrwerken war umständlich und teuer. So gab es seit 1890 Pläne, eine innerstädtische Anschlussbahn zu errichten.
Die Lokalbahn Aktien-Gesellschaft (LAG) aus München unterbreitete dem Magistrat das Angebot einer meterspurigen Bahn, auf der Normalspur-Güterwagen mit Rollböcken befördert werden sollten. Am 28. Juli 1892 erhielt die LAG die Konzessionsurkunde. Am 8. Mai 1893 wurde der Betrieb eröffnet. Die Bahn war als nebenbahnähnliche Kleinbahn errichtet und konzessioniert worden. 
Im ersten vollen Betriebsjahr wurden bereits 120.400 Tonnen Güter befördert. 1914 waren es 220.760 Tonnen. Mit dem 1. Januar 1920 ging die Bahn in das Eigentum der Stadt über, da diese die Anlage einer elektrischen Straßenbahn plante. 
Die Bahn wurde nach 1945 nicht verstaatlicht, sondern blieb ein kommunaler Betrieb. Zusammen mit der Strausberger Eisenbahn und der Spremberger Stadtbahn war sie somit eine von nur drei regional tätigen Eisenbahnbetrieben in der DDR, die nach dem Zweiten Weltkrieg nicht von der gesamtstaatlichen Deutschen Reichsbahn übernommen wurden. Die Aufsicht über diese Bahnen – wie auch für Straßenbahnen und andere Bahnen des öffentlichen Verkehrs wie zum Beispiel Pioniereisenbahnen – hatte die den jeweiligen Räten der Bezirke, Abteilung Wirtschaft, zugeordnete bezirkliche Bahnaufsicht. 
Durch die Zerstörung der Stadt waren viele Gleisanschlüsse überflüssig geworden, dennoch wurden 1959 immer noch 223.000 Tonnen Güter befördert. In den 1960er Jahren galt die Bahn dem zunehmenden Kraftverkehr als Verkehrshindernis, zudem waren Lastkraftwagen als Alternative leichter verfügbar geworden. Nachdem der Stadtrat die Stilllegung beschlossen hatte, fuhr am 31. August 1965 der letzte Zug durch die Stadt. Zum 31. Dezember wurde der Betrieb auch formell stillgelegt.

## Anlagen

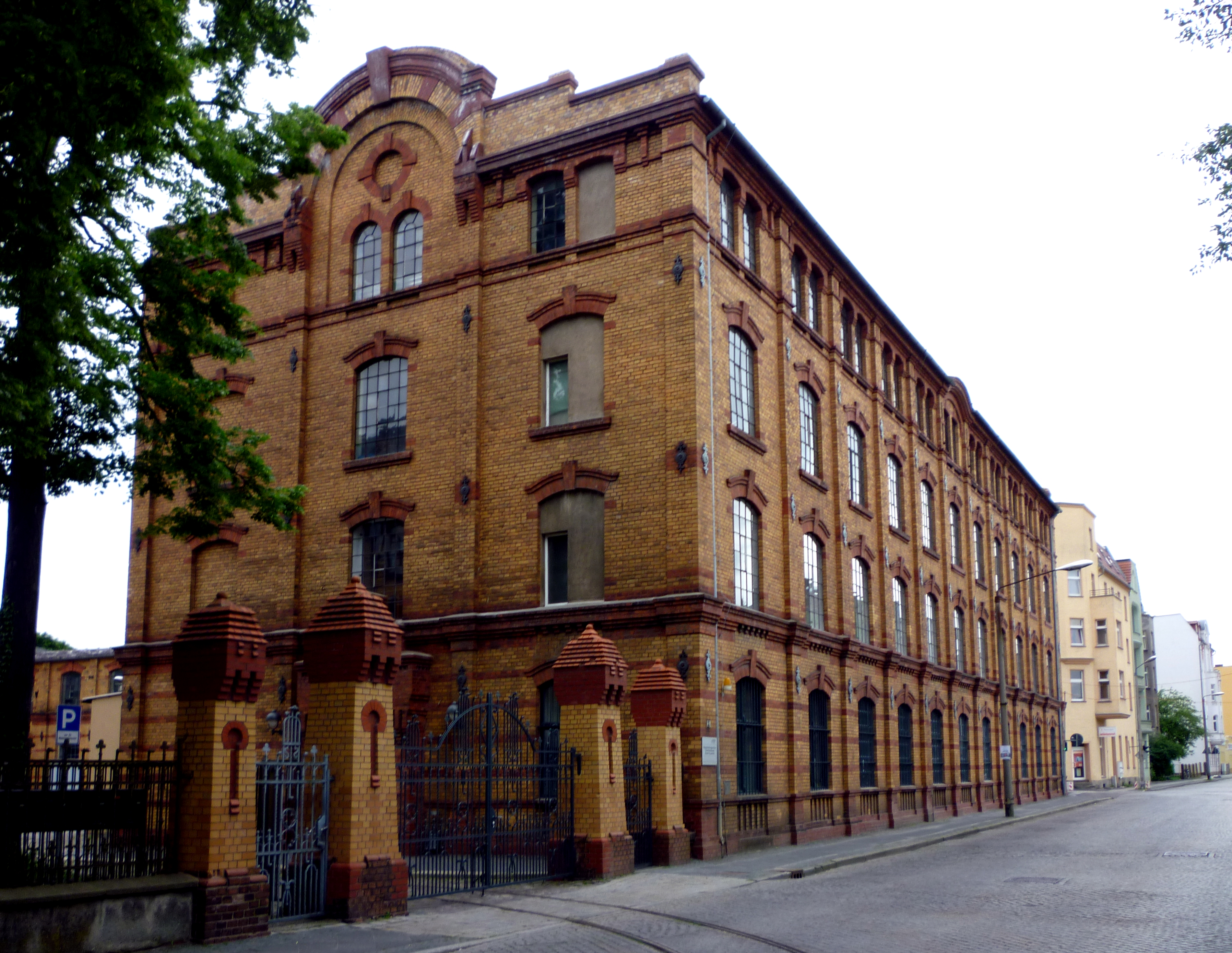
Ehemaliger Anschluss der Tuchfabrik Daniel Noack

Betriebsmittelpunkt war der sogenannte Stadtbahnhof, wo drei Rollbockgruben zur Verfügung standen. Dieser befand sich nördlich des Forster Staatsbahnhofs. Die beiden Bahnhöfe waren durch ein normalspuriges Gleis der Stadteisenbahn verbunden. Die Gleisanlagen in der Stadt bestanden überwiegend aus Rillenschienen und waren ringförmig angelegt, so dass die Bedienung der zahlreichen Gleisanschlüsse überwiegend in Rundfahrten erfolgte. Außer einem großen Ring gab es durch weitere Verbindungsgleise auch drei kleinere Ringe. Es gab sechs Ausweichen beziehungsweise Umsetzstellen, in weniger befahrenen Straßen, außerdem vier Gleisdreiecke.
Bei Eröffnung umfasste das Gleisnetz 17,155 km und 59 Gleisanschlüsse, 1934 waren es 24 km und 98 Anschlüsse. Die kleinsten Bögen hatten einen Halbmesser von 15 m. Als Achsfahrmasse war ein Gewicht von neun Tonnen zugelassen.

## Betrieb
Mit eigenen Normalspurlokomotiven holte die Stadteisenbahn die Wagen im Bahnhof Forst (Lausitz) an der Bahnstrecke aus Cottbus ab und verlud diese im Stadtbahnhof auf Rollböcke. Bis zu vier, später auch fünf Normalspurwagen durften in einem Zug befördert werden. Die Rollböcke wurden mit Stangen gekuppelt, es gab keine durchgehende Bremse; daher betrug die Höchstgeschwindigkeit nur acht Kilometer in der Stunde. Die ringförmigen Gleisanlagen erlaubten es, mehrere Züge gleichzeitig fahren zu lassen. Alle Fahrten erfolgten nach Bedarf, ein Fahrplan existierte nicht. Die Wagen wurden rückwärts in die Anschlüsse geschoben. Auch zur Einfahrt in den Stadtbahnhof wurden die Züge geschoben.

## Fahrzeuge

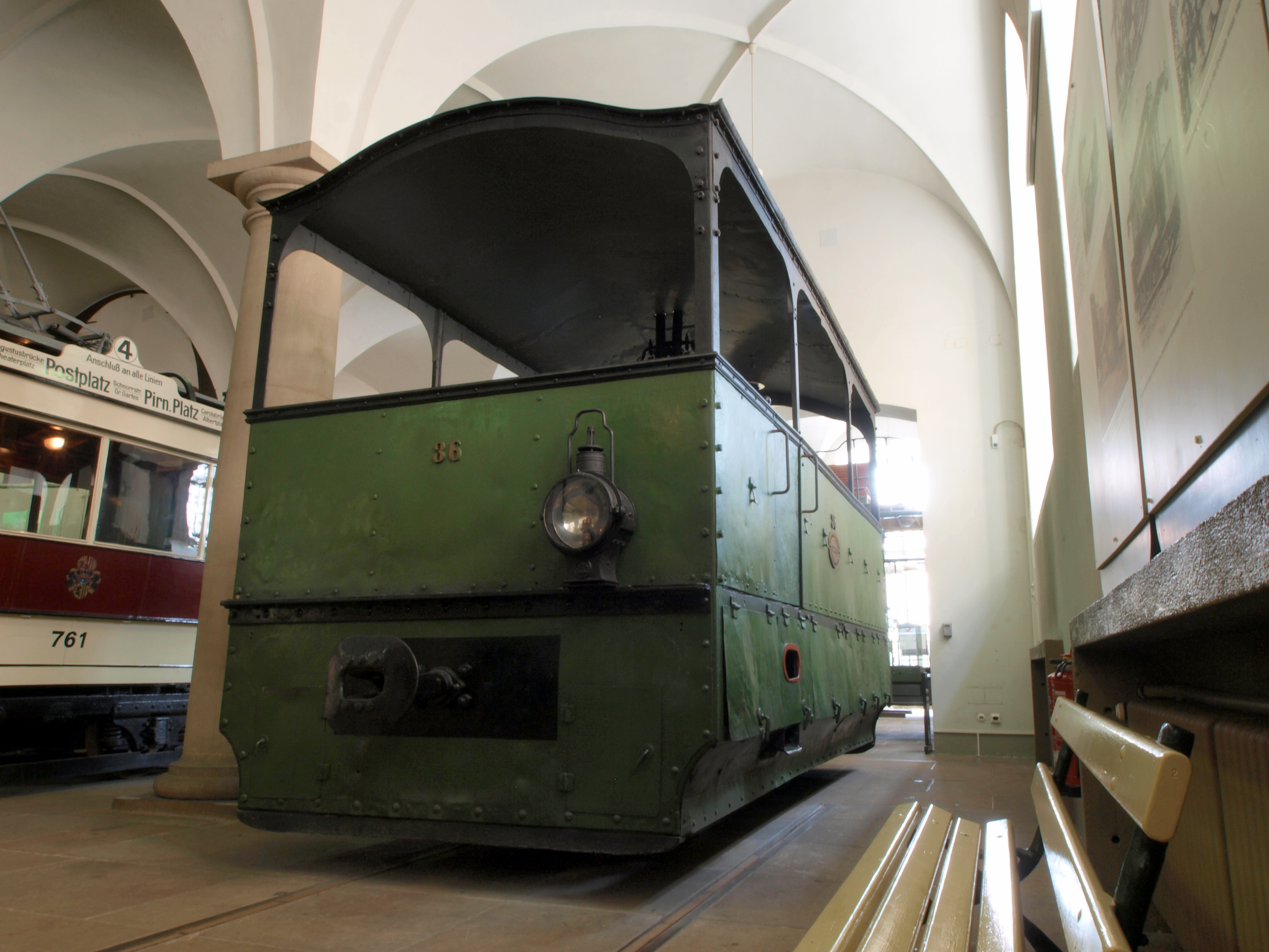
Museal erhaltene Lokomotive Nummer 36

Bei Eröffnung waren zwei Regelspurlokomotiven und sechs Schmalspurlokomotiven vorhanden. Die Regelspurlokomotiven (LAG 30 und 31) waren von anderen Bahnen der Gesellschaft übernommen worden, sie wurden später gegen andere Lokomotiven (LAG 38, LAG 6) ausgewechselt. Schließlich kaufte die Stadt Forst noch eine Lokomotive, die keine Nummer erhielt. Die Schmalspurlokomotiven (LAG 32 bis 37) wurden 1893 von der Lokomotivfabrik Krauss hergestellt und waren als Kastenlokomotiven ausgeführt.
1922 bis 1925 wurden drei weitere Schmalspurlokomotiven mit den Nummern 1 bis 3 vom selben Hersteller beschafft. Von anfänglich 48 Rollböcken wuchs der Bestand bis 1927 auf 128 Rollböcke an, außerdem gab es zehn offene und fünf gedeckte Güterwagen.
Die Lokomotive 36 wurde nach der Einstellung vom Verkehrsmuseum Dresden übernommen und 2012 nach Forst zurückgebracht. Geplant ist eine Präsentation im Brandenburgischen Textilmuseum in Forst, bei dem ein Anbau errichtet wird. Das Museumsgebäude ist eine ehemalige Tuchfabrik, die über einen Gleisanschluss verfügte. Zwei Rollböcke der Ottensener Industriebahn wurden als weitere Exponate erworben.

## Denkmalschutz

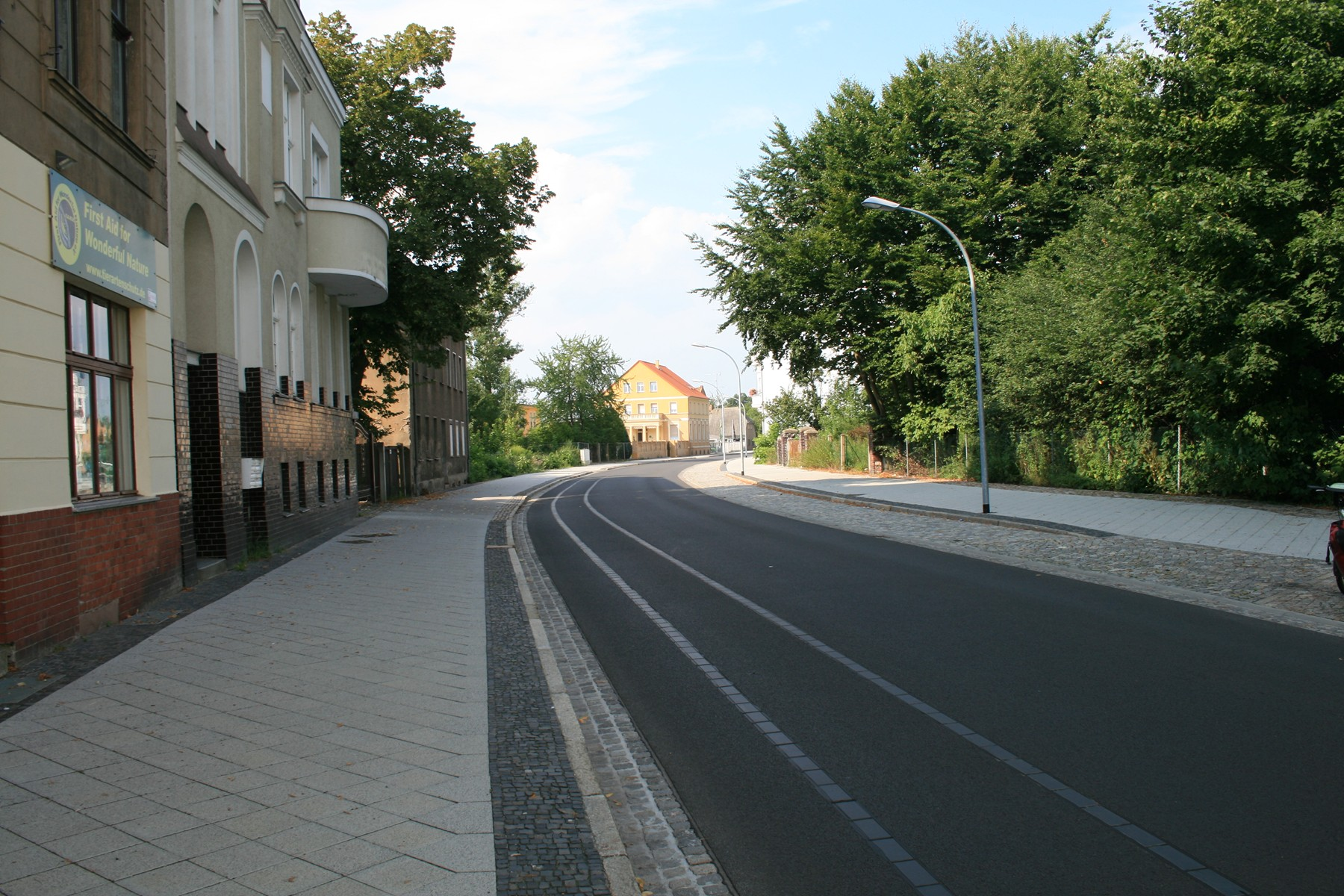
Markierung der Gleislage in der Gubener Straße, 2013

Der Betriebsbahnhof sowie die Gleisanlagen im Forster Stadtgebiet stehen unter Denkmalschutz. Die verbliebenen Gleise, die noch im alten Straßenpflaster liegen, sind häufig unterbrochen und teilweise wurde Asphalt in die Rillen gegossen. Bei der Fahrbahnerneuerung in der Gubener Straße im Jahr 2012 wurden die Gleise in Abstimmung mit der Denkmalbehörde entfernt und die ehemalige Lage der Stadtbahngleise durch eine Steinmarkierung im Asphalt dauerhaft gekennzeichnet.